# Juillé (Deux-Sèvres)
Juillé is een gemeente in het Franse departement Deux-Sèvres (regio Nouvelle-Aquitaine) en telt 105 inwoners (2009). De plaats maakt deel uit van het arrondissement Niort.

## Geografie
De oppervlakte van Juillé bedraagt 4,8 km², de bevolkingsdichtheid is dus 21,9 inwoners per km².
De onderstaande kaart toont de ligging van Juillé (Deux-Sèvres) met de belangrijkste infrastructuur en aangrenzende gemeenten.

## Demografie
Onderstaande figuur toont het verloop van het inwonertal (bron: INSEE-tellingen).